# Pavel Makarov
Pavel Kapitonovitch Makarov (en russe : Павел Капитонович Макаров), né le 26 février 1919 en URSS et mort en 1963, était un footballeur soviétique qui évoluait au poste d'attaquant.

## Biographie
Pavel Makarov évolue en URSS, en Allemagne, en Angleterre, en France et enfin au Canada.
Il dispute notamment 31 matchs en première division soviétique, inscrivant six buts, trois matchs en première division française, et 40 matchs en deuxième division française, pour trois buts marqués.
Le 17 juin 1938, il se met en évidence en étant l'auteur d'un doublé dans le championnat soviétique avec le Dynamo Rostov, sur la pelouse du Spartak Kharkiv (victoire 2-6 à l'extérieur).

## Palmarès
Nîmes Olympique
- Championnat de France D2 (1) :
  - Champion : 1949-50.